# Javier María José de Francia
Javier María José de Francia(en francés: Xavier Marie Joseph de France; Palacio de Versalles, 8 de septiembre de 1753-Palacio de Versalles, 22 de febrero de 1754), Duque de Aquitania, fue un príncipe francés de la Casa de Borbón e fils de france (hijo de Francia). Javier fue el tercer hijo y segundo varón de Luis, Delfín de Francia y de Delfina María Josefa de Sajonia. Sus abuelos fueron el rey Luis XV y la reina María Leszczyńska. Era hermano de los futuros reyes de Francia: Luis XVI, Luis XVIII y Carlos X. 

## Biografía
El príncipe Javier María José nació en el Palacio de Versalles el 8 de septiembre de 1753. Fue el tercer hijo y segundo varón de Luis, Delfín de Francia y de la princesa María Josefa de Sajonia. Antes de que naciera el bebé, se decidió llamarle Javier, en honor a San Francisco Javier, patrón de la Casa de Wettin. En cuanto a los títulos, el segundo hijo del Delfín debería haber sido nombrado duque de Anjou. Sin embargo, los hijos más jóvenes de Luis XIV y Luis XV, que llevaron este título, murieron en la infancia. Entonces el rey decidió elegir otro título: duque de Aquitania, un título nunca antes ostentado por un miembro de la familia Borbón. El origen del título es casi real, pues los últimos duques de Aquitania fueron reyes Plantagenet de Inglaterra en el siglo XIV.
Al nacer, el duque de Aquitania fue bautizado por el cardenal Soubise, gran capellán de Francia. El niño fue confiado a su institutriz, Maria Isabel de Rohan, duquesa de Tallard, quien también cuidaba del duque de Borgoña y de la princesa María Ceferina, hermanos del duque de Aquitania. 
Javier tiene 7 hermanos y hermanas y 1 media hermana. Entre ellos: María Ceferina, Luis José Javier, Luis Augusto, Luis Estanislao Javier, Carlos Felipe, María Adelaida Clotilde Javiera, Isabel Filipina María Elena y María Teresa.
Marie-Maximilienne de Silvestre, lectora del Delfina, dejó en una carta a Mauricio de Sajonia (tío de Marie-Josèphe) valiosa información sobre el duque de Aquitania: 

“ El muchacho no es tan fuerte como el duque de Borgoña, pero eso es debido a huesos más pequeños; Era regordete, guapo y lleno de vida ” (13 de septiembre de 1753).

El niño recibió la visita de su bisabuelo, Stanislas Leszczynski (padre de la reina María Leszczynska), que venía de Lorena. 
Sin embargo, en comparación con sus hermanos, Javier tiene peor salud. A principios de febrero de 1754, el niño enfermó debido a que le crecían demasiados dientes a la vez. Marie-Maximilienne de Silvestre escribió el 17 de febrero que:

El príncipe tenía fiebre y no hay duda de que le están a punto de salir cuatro dientes, lo que es muy duro para un niño de sólo cinco meses.

A pesar de los esfuerzos de los médicos y dentistas del rey, el estado del duque de Aquitania continuó deteriorándose. Durante la convulsión, se supo que el niño tenía tos ferina, una enfermedad que suele afectar a niños de constitución débil. El 21 de febrero, el príncipe fue bautizado de urgencia y recibió el nombre de Javier María José, según los deseos de sus padres (el nombre fue elegido al nacer, junto con los nombres de los padres de Cristo, porque el niño nació en la fiesta de la Natividad). de Jesús). Día de Nuestra Señora).
Javier María José murió el 22 de febrero, a la edad de cinco meses. Su cuerpo fue trasladado de Versalles a las Tullerías esa misma noche. El 25 de febrero, el joven príncipe Javier fue enterrado en la Basílica de Saint-Denis, mientras que su corazón fue trasladado a la Iglesia de Val-de-Grâce. Como el niño era tan joven, la corte no guardó luto y los festejos continuaron inmediatamente después del funeral. El niño fue rápidamente olvidado en la corte. Sin embargo, Luis XV escribió a su suegro Estanislao Leszczynski:

Mi mayor consuelo en el extremo dolor causado por la muerte del duque de Aquitania, mi sobrino, es que creo que tú también compartirás mi dolor conmigo.

El segundo embarazo de María Josefa en esa época probablemente la ayudó a ella y a su marido a superar el dolor de perder al duque de Aquitania. Seis meses después de su muerte, Javier fue “reemplazado” por el duque de Berry, que heredó los muebles y las habitaciones de Javier en Versalles, como si un príncipe pudiera reemplazarlo. Más tarde, con el nacimiento de otros dos príncipes (ambos se convirtieron en reyes de Francia), el duque de Aquitania cayó en el olvido. Su único retrato, pintado póstumamente por François Latinville, hoy está perdido.

## Herencia
La inscripción del jarrón que contiene el corazón de Javier fue encontrada en 1845 en una tienda y fue comprada por el vizconde Becdelièvre, quien luego la donó al museo Crozatier en Puy-en-Velay:

"Este es el corazón de Javier María José, duque de Aquitania, segundo hijo de un príncipe Luis Delfín de Francia muy alto, fuerte y muy bello y de María José del Delfín de Sajonia que murió en el Palacio de Versalles el 22 de febrero de 1754 años 5 meses y 14 días".